# Coahoma (Misisipi)
Coahoma es un pueblo del Condado de Coahoma, Misisipi, Estados Unidos. Según el censo de 2000 tenía una población de 325 habitantes.

## Demografía
Según el censo de 2000, había 325 personas, 110 hogares y 74 familias residiendo en la localidad. La densidad de población era de 1394,3 hab./km². Había 123 viviendas con una densidad media de 527,7 viviendas/km². El 1,54% de los habitantes eran blancos, el 98,15% afroamericanos y el 0,31% pertenecía a dos o más razas.
Según el censo, de los 110 hogares en el 40,9% había menores de 18 años, el 14,5% pertenecía a parejas casadas, el 45,5% tenía a una mujer como cabeza de familia, y el 32,7% no eran familias. El 29,1% de los hogares estaba compuesto por un único individuo, y el 14,5% pertenecía a alguien mayor de 65 años viviendo solo. El tamaño promedio de los hogares era de 2,95 personas, y el de las familias de 3,65.
La población estaba distribuida en un 41,8% de habitantes menores de 18 años, un 9,2% entre 18 y 24 años, un 28,3% de 25 a 44, un 10,8% de 45 a 64, y un 9,8% de 65 años o mayores. La media de edad era 23 años. Por cada 100 mujeres había 72,9 hombres. Por cada 100 mujeres de 18 años o más, había 57,5 hombres.
Los ingresos medios por hogar en la localidad eran de 13.882 dólares ($), y los ingresos medios por familia eran 14.327 $. Los hombres tenían unos ingresos medios de 25.625 $ frente a los 16.250 $ para las mujeres. La renta per cápita para la ciudad era de 5.840 $. El 55,3% de la población y el 55,6% de las familias estaban por debajo del umbral de pobreza. El 63,9% de los menores de 18 años y el 73,5% de los habitantes de 65 años o más vivían por debajo del umbral de pobreza.

## Geografía
Según la Oficina del Censo de los Estados Unidos, la localidad tiene un área total de 0,2 km², todos ellos correspondientes a tierra firme.